# シュド・エスト SE.161
シュド・エスト SE.161
フランス空軍のSE.161
- 用途：旅客機
- 設計者：マルセル・ブロック
- 製造者：シュド・エスト
- 運用者：エールフランス
- 初飛行：1939年
- 生産数：100機
- 運用開始：1946年
- 退役：1964年

シュド・エスト SE.161 ラングドック（Sud-Est SE.161 Languedoc）は、ブロック MB.160（Bloch MB.160）を基に開発されたフランスの4発旅客機である。この機は1940年代末から1950年代にかけてエールフランスとフランス空軍で使用された。

## 設計と開発
SE.161は元々ブロッシュ MB.161として設計された。初期の12座席旅客機の試作機ブロッシュ MB.160、登録番号G-ARTVは1939年9月に初飛行を行った。しかし同月に勃発した第二次世界大戦とその後のフランスへのドイツ軍による侵略の影響を受けてこの機の開発の進捗は遅く、ドイツ軍による侵略後に設立された新独政権であるヴィシー政府は、1941年12月に生産に入るように命令を発したものの、テスト飛行は1942年1月まで終了しなかった。
さらにこの遅れを受けてエールフランスとルフトハンザ向けの20機の生産の進捗が滞った。諸々の遅れは1942年にルフトハンザから注文を受けた機体を完成させることに、反ドイツ的な工場従業員がサボタージュを行ったことが原因であった。
1944年の自由フランスと連合国軍によるフランス開放の後、臨時政府は1945年9月27日に初飛行したSE.161と改名された最初のシリーズ量産機の生産を再開することに認可を与えた。
ラングドックは2枚の垂直尾翼と方向舵をもつ全金属製の片持ち式低翼単葉旅客機であった。5名の乗務員と標準キャビンには33名の乗客が搭乗でき、キャビンは24名用に減らすこともでき後に1955年には44名用に増やされた。引き込み式の尾輪式降着装置を持ち、4基の1,150hp (858kW) を発生するノーム・ローン 14N 44/45 星型エンジンを主翼前縁のエンジンナセルに装備していた。
エールフランス、フランス空軍とフランス海軍向けに総計100機が製造された。唯一の輸出先はLOTポーランド航空で5機を購入した。

## 運用の歴史
1946年5月28日にエールフランスのパリ - アルジェ間に就航する前に161はラングドックと改称された。エールフランスは10月までに本機を路線から引き揚げたが、これは降着装置とエンジンの問題だけではなくラングドックが冬期の運用に耐えられなかったからであった。1947年にラングドックは、プラット・アンド・ホイットニー R-1830エンジンに換装し防氷装置、客室の暖房装置を取り付けたSE.161.P7となり再度就航した。本機はすぐにヨーロッパ路線で一般的な機体となった。
就航させるにあたりそれなりの費用が掛かったが、ラングドックはダグラス DC-4やビッカース バイカウントほど信頼性のある機体ではなかったのでエールフランスは本機をフランス軍に売却する手配をした。10機のラングドックが観測用の窓と捜索救難用の捜索レーダーを装着した大きなゴンドラを胴体下に取り付け、5年間この任務に就いた。
フランス空軍は生産ラインの終了間際に新造のラングドックを取得した。これらの機体は特徴のある4枚ブレードのプロペラを持つグローム・ノーム 14R エンジンを装着し、1951年から1955年まで輸送機として使用された。
ラングドックの軍隊での最大の顧客はフランス海軍で、数年間に渡り様々なモデルを25機運用した。1949年に最初に配備された機体は長距離輸送機として、後に航法士と後座要員を養成するための機上訓練機として使用された。機上訓練機として使用された機体は機首のレーダーと胴体下の吊り下げ式レーダーを装備した。1959年にラングドックはフランス海軍から退役した。
数機のラングドックが1958年にシャルル・ド・ゴールがアルジェリアを訪問した際のテレビの生放送のために空中中継機として使用され、4機が実験用のラムジェット機の母機として使用された。
しかし、1950年代後半より大型旅客機、輸送機のジェット化が進み、フランスからもシュド・カラベルが就航し販売を広げたことや、それにより信頼性の高いアメリカやイギリスの大型プロペラ輸送機の中古が広く市場に出回ったことを受けて、1964年に最後のラングドックが引退した。

## 派生型
ブロック 161-01
900hpを発生するノーム・ローン 14N 星型エンジンを装備した試作機。
SE.161/1
1,150hpを発生するノームローン 14N 44/45 星型エンジンを装備した量産型。LOTの機体はノーム・ローン 14N 54/55エンジンを装備し、後にノーム・ローン 14N 68/69エンジンに換装した。フランス海軍の機体もノーム・ローン 14N 68/69エンジンを装備した。
SE.161/P7
1,220hpを発生するプラット・アンド・ホイットニー R-1830 SIC-3-Gエンジンに換装したエールフランスの機体。
- 注：フランス製エンジンの名称で偶数番号（例えばグローム・ノーム14N 68）は右翼側に装着する反時計回転、奇数番号（例えばグローム・ノーム14N 69）は左翼側に装着する時計回転のエンジンを示す。

## 運用
エジプト
- ミスルエア（Misrair）

 フランス
- エールフランス
- フランス空軍
- フランス海軍

 レバノン
- Air Liban

 ポーランド
- LOTポーランド航空

 スペイン
- アビアコ（Aviaco）

## 要目
（SE.161/1）
- 乗員：5名
- 搭乗可能乗客数：33名
- 全長：24.26 m (79 ft 7 in)
- 全幅：29.39 m (96 ft 5 in)
- 全高：5.14 m (16 ft 10 in)
- 翼面積：11.32 m2 (1,198 ft2)
- 空虚重量：12,651 kg (27,891 lb)
- 全備陸重量：20,557 kg (45,320 lb)
- 最高速度：440 km/h (274 mph)
- 巡航高度：7,200 m (23.616 ft)
- 航続距離：3,200 km (1,989 miles)
- エンジン：4 * ノーム・ローン 14N 44/45 858 hp (1,150 kw)